# Benjamin Justesen

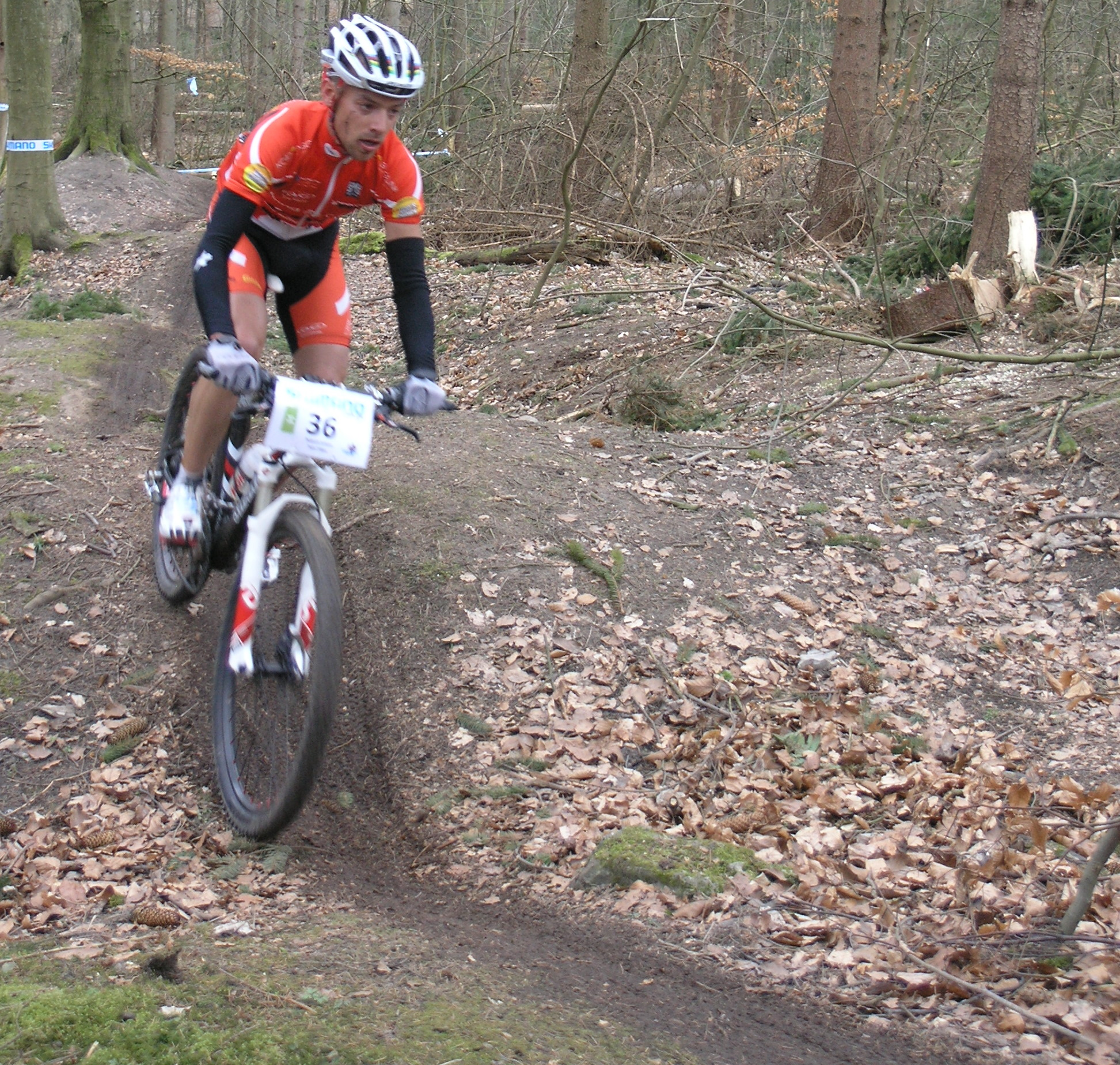
Benjamin Justesen

Benjamin Wittrup Justesen (* 1. November 1979) ist ein dänischer Mountainbike-, Cyclocross- und Straßenradrennfahrer.
Benjamin Justesen begann seine Karriere 2006 bei dem dänischen Continental Team Vision Bikes. In der Saison 2008 belegte er auf der ersten Etappe des Ringerike Grand Prix Zweiter und gewann die Bergwertung.
2009 wurde Justesen dänischer Meister im Mountainbike-Marathon. Er konnte diesen Erfolg 2010 und 2011 wiederholen. 2011 wurde außerdem auch dänischer Meister im Cross Country. Im Jahr 2015 wurde er Landesmeister im Querfeldeinrennen.

## Erfolge
2008
- Bergwertung Ringerike Grand Prix

2009
- Dänischer Meister – MTB-Marathon

2010
- Dänischer Meister – MTB-Marathon

2011
- Dänischer Meister – MTB-Cross Country
- Dänischer Meister – MTB-Marathon

2015
- Dänischer Meister – Querfeldeinrennen

## Teams
- 2006 Vision Bikes
- 2007 Vision Bikes-Løgstør Parkhotel
- 2008 Team Løgstør-Cycling for Health
- 2009 Blue Water-Cycling for Health